# Kiili
Kiili är en köping (estniska: alev) i nordvästra Estland. Den är centralort i Kiili kommun i landskapet Harjumaa (äldre svenska: Harrien). Antalet invånare var 1 461 år 2011.
Kiili ligger 52 meter över havet och terrängen runt orten är mycket platt. Runt Kiili är det ganska glesbefolkat, med 25 invånare per kvadratkilometer. Närmaste större samhälle är Tallinn, 15 km norr om Kiili. Omgivningarna runt Kiili är en mosaik av jordbruksmark och naturlig växtlighet.